# ابرنثی، پرت و کینراس
ابرنثی، پرت و کینراس (به انگلیسی: Abernethy, Perth and Kinross) یک روستا در بریتانیا است که در پرت و کینروس واقع شده‌است. ابرنثی ۹۴۵ نفر جمعیت دارد.